# Låpsley
Låpsley, artiestennaam van Holly Lapsley Fletcher, is een Britse zangeres.

## Levensloop en carrière
In 2014 werd Låpsley bekend nadat ze onder meer op Glastonbury Festival had gespeeld. Met de single Hurt Me kreeg ze in 2015 bekendheid buiten de Angelsaksische landen. 

## Discografie
| Single met hitnotering(en) in de Vlaamse Ultratop 50 | Datum van verschijnen | Datum van binnenkomst | Hoogste positie | Aantal weken | Opmerkingen |
| ---------------------------------------------------- | --------------------- | --------------------- | --------------- | ------------ | ----------- |
| Hurt Me                                              | 2015                  | 03-10-2015            | 8               | 11           |             |
| Love Is Blind                                        | 2016                  | 02-04-2016            | 43              | 1            |             |
| Operator (He Doesn't Call Me)                        | 2016                  | 17-09-2016            | tip37           |              |             |